# Blue Amberol Records

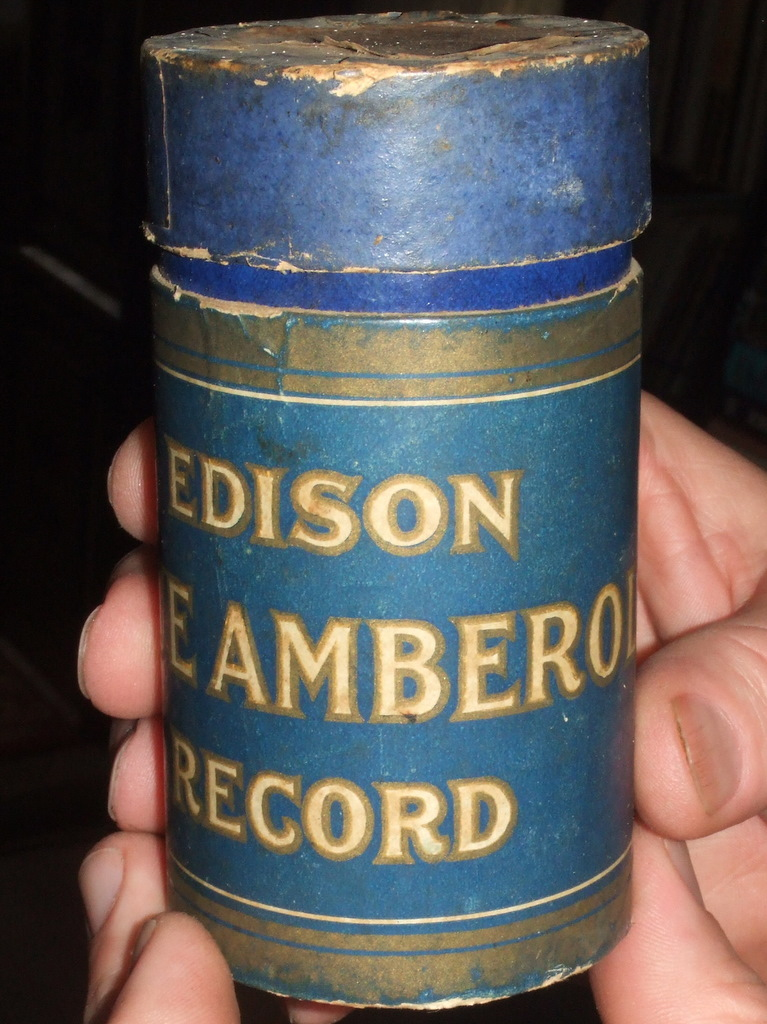
Frontal de les primeres capses dels Blue Amberol

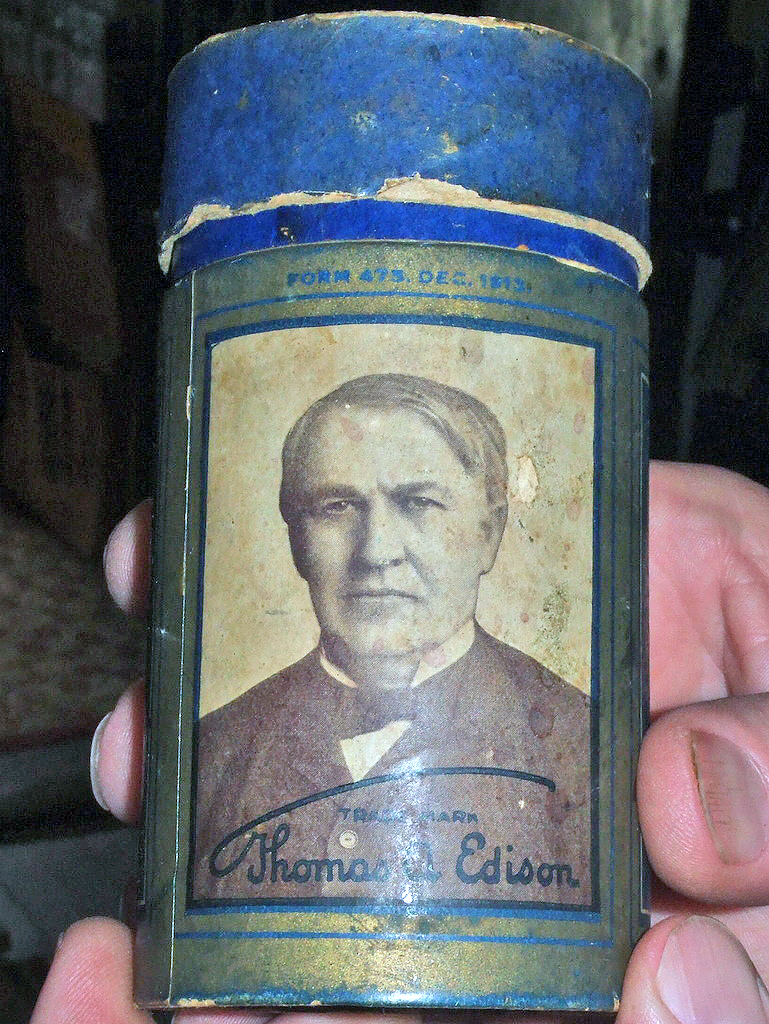
Retrat d'Edison a la part posterior

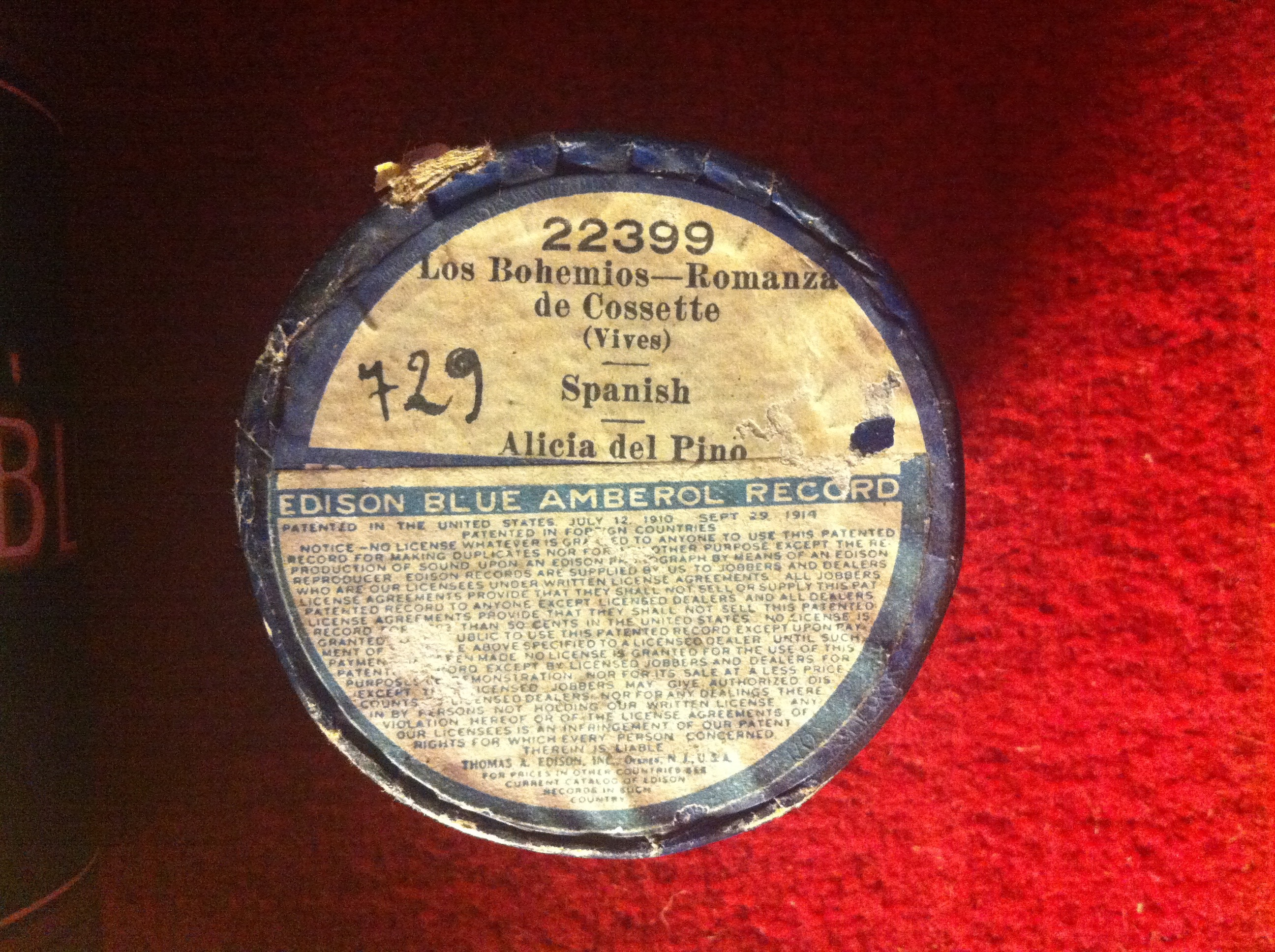
Tapa de cartó d'un cilindre Blue Amberol

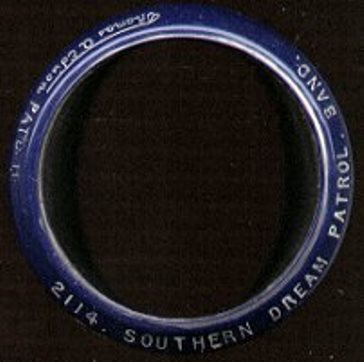
Vista on s'aprecien el gruix i el títol del cilindre

Blue Amberol Records era el nom comercial dels cilindres de fonògraf fabricats per Thomas A. Edison, Inc. als Estats Units entre 1912 i 1929. Van reemplaçar els cilindres Amberol de cera negra de 4 minuts introduïts el 1908, que al seu torn havien substituït els cilindres de cera de 2 minuts, que havien estat el format estàndard des de finals de 1880. Els cilindres Blue Amberol podien reproduir fins a 4 minuts i 45 segons, i estaven recoberts per una capa superficial de plàstic "indestructible" (cel·luloide), que Edison va tenyir amb un color blau característic que formava part de la marca registrada. Els fonògrafs de la marca Edison dissenyats per tocar cilindres d'Amberol eren anomenats Amberolas.

## Història

### Cera Amberol d'Edison
El nom Amberol va tenir el seu origen a l'abril de 1908, quan Edison es va reunir amb el seu equip executiu per triar una denominació comercial per al seu nou producte. Es van barrejar noms com "amber" (ambre en anglès) i derivats com "amberite" o "amberole", així com altres que inclouen les paraules "ebonite" o "fourminit". Finalment, i després de descartar algunes opcions per problemes de patent, es va triar "amberol", que d'alguna manera lligava el nou producte amb un material apreciat en joieria com l'ambre.
Els cilindres Amberol de quatre minuts van fer la seva aparició al mercat aquell mateix any, el 1908. Eren fets d'un compost fràgil de color negre, semblant a la cera, que era més dur que la cera negra original del 1902. Aquesta cera Amberol també es va utilitzar per a registres estàndard de 2 minuts des de 1908 fins que va aparèixer l'Amberol blau el 1912. La introducció de l'Amberol va iniciar un ressorgiment de l'interès pels registres en suports cilíndrics, però els problemes d'aquesta tècnica aviat es van fer evidents. Els Amberol s'esquerdaven amb força facilitat i podien trencar-se durant la reproducció, i sovint es disgregaven del tot, a diferència d'alguns altres tipus de cilindres de cera de 2 minuts que simplement es partien en alguns trossos. Un altre problema era que la cera Amberol es desgastava massa ràpid. Alguns cilindres perdien el solc o es reproduïen amb un to vacil·lant a causa d'una contracció desigual durant el procés de fabricació.

### Blue Amberol d'Edison
El 1912, les deficiències de la cera Amberol eren evidents. Edison, que no volia pagar drets a Thomas B. Lambert per la seva patent del cilindre de cel·luloide, finalment els va comprar, i va canviar la producció a un cel·luloide prim però resistent tenyit de blau reforçat amb un nucli de guix. La introducció d'aquests Blue Amberol va ajudar a augmentar les vendes de cilindres. Els primers llançaments de Blue Amberol oferien una qualitat d'àudio excel·lent per a la seva època; de fet, millor que els produïts posteriorment, perquè des de gener de 1915 en endavant, Thomas A. Edison, Inc., que havia estat concentrant els seus esforços a millorar la qualitat dels registres fonogràfics del sistema Diamond Disc, va començar a llançar cilindres que van ser gravats acústicament a partir de discos Diamond. El procediment d'enregistrament acústic (la botzina del fonògraf del disc estava unida a la botzina d'enregistrament del cilindre) es va mantenir fins al desembre de 1927, quan es va aparèixer el sistema de registre electromecànic. Aquesta circumstància es va traduir en un so "mort" i una mica buit als cilindres si es comparaven amb els discos originals. A molts cilindres doblegats, quan el soroll superficial del cilindre a 160 rpm era prou baix, es podia escoltar el soroll de la superfície del disc de 80 rpm començant poc abans de l'inici de la música.
Més enllà de la principal sèrie de música popular i sacra, que va començar amb el número de registre 1501 el 1912 i va acabar amb el número de registre 5719 el 1929, Edison va oferir als seus cilindres Blue Amberol una línia especial de prestigiosos concerts, d'àries d'òpera, de peces clàssiques lleugeres i altres músiques “cultes” interpretades per artistes de renom. Aquest tipus d'enregistraments posteriorment serien comercialitzats com a cilindres Royal Purple Amberol, d'un color característic i distintiu. Un conjunt de cilindres Amberol de cera especials o Amberol blaus identificats per les lletres A a H, en lloc dels números més habituals, es van vendre alhora que els kits de conversió als cilindres de 4 minuts, necessaris per actualitzar alguns fonògrafs anteriors de 2 minuts. El catàleg a Blue Amberol incloïa enregistraments instructius per acompanyar el fonògraf de l'escola d'Edison, cursos d'idiomes d'ICS, per a la capacitació en l'ús del codi morse, per als mercats francès i alemany, edicions especials de 2 minuts per al mercat rural mexicà, i unitats de 6 polzades de llarg (15 cm) per als fonògrafs utilitzats en el registre de dictats, els anomenats Long Blue Amberol que van romandre en producció durant molts anys després de la desaparició del format de cilindre com a mitjà d'entreteniment.

## Tècnica

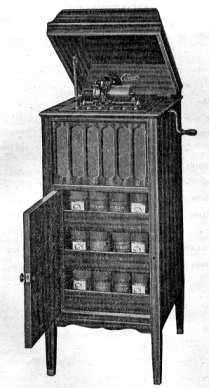
Fonògraf "Amberola 75"

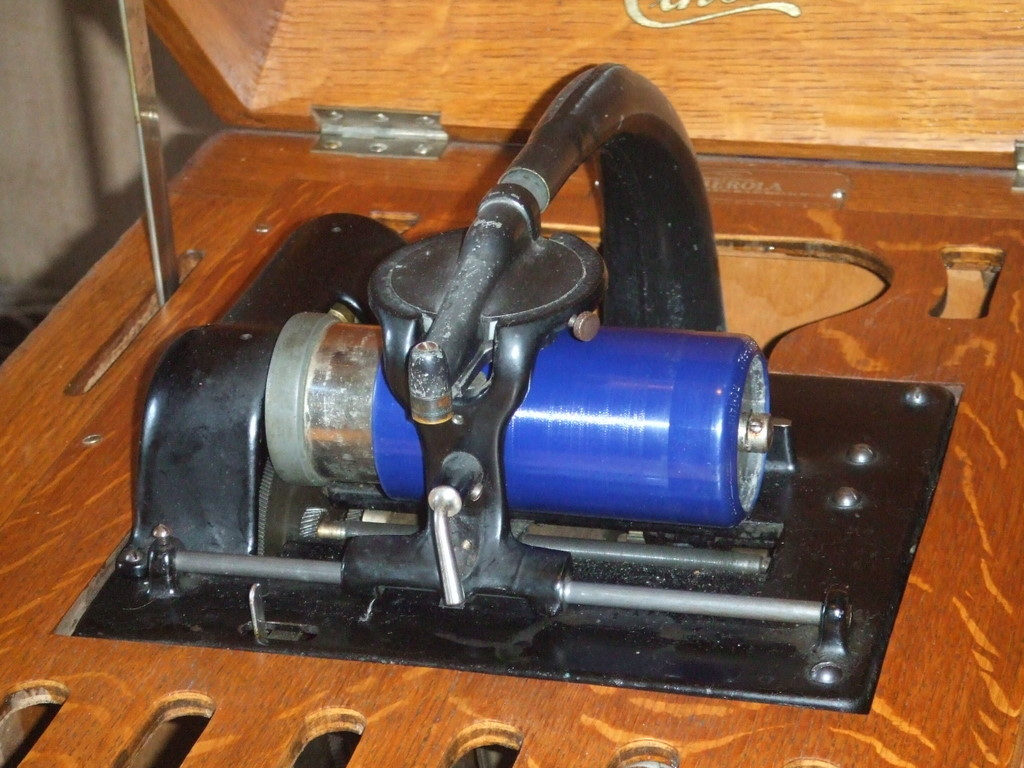
Detall del mecanisme d'una Amberola, manufacturada cap a 1915

Els Edison Blue Amberol estan fets de cel·luloide sobre un nucli de guix modelat. La superfície de cel·luloide era capaç de suportar centenars de reproduccions amb només un augment moderat del soroll superficial si es feia servir una màquina correctament mantinguda i amb una agulla en bones condicions.
Els Blue Amberol tenien una durada màxima de reproducció d'aproximadament 4 minuts i 45 segons, girant a la velocitat estàndard del cilindre posterior al 1902 de 160 rpm. Igual que els Amberol de cera negra anteriors, proporcionaven el doble de temps de reproducció que els cilindres de 2 minuts, en fer servir un solc més fi amb una densitat de 200 línies per polzada en lloc de 100. No es podien reproduir en màquines més antigues configurades per utilitzar només l'estàndard anterior amb cilindres de 2 minuts, ja que tant la cera com els Amberol de cel·luloide requereixen una punta d'agulla més petita per adaptar-se a la ranura més fina, i el cargol sense per tal que mou l'agulla sobre la superfície del cilindre ha de girar a una velocitat diferent. Thomas A. Edison, Inc. venia kits amb conjunts d'engranatges i càpsules d'agulla que podien ser instal·lats pel propietari d'una màquina Edison més antiga per poder reproduir tant discos estàndard com de 4 minuts. La companyia Edison també va comercialitzar nous models capaços de reproduir tots dos tipus. Amb aquestes màquines combinades, l'operador necessitava ajustar una palanca que canviava la velocitat, assegurant-se que la configuració correcta estigués en posició en canviar d'un tipus de cilindre a un altre.
Els fonògrafs Edison de botzina interna dissenyats per fer sonar cilindres de 4 minuts es deien Amberolas. El primer model d'Amberola, Amberola IA de 1909, estava equipat amb engranatges seleccionables de 2 i 4 minuts, i després de ser llançat inicialment equipat amb un reproductor Model "L" que es va mostrar gairebé immediatament com a "insatisfactori", es va re-acondicionar amb el reproductor Model "M" equipat amb agulla de safir per reproduir cilindres de cera de 2 i de 4 minuts. Hi ha almenys un exemplar conegut d'un primer reproductor Model M també equipat amb una agulla convencional.
Després de la introducció del Blue Amberol en 1912, el reproductor M va ser reemplaçat pel reproductor Diamond A, dissenyat per a tocar només cilindres de cel·luloide, atès que la seva agulla de diamant cònica de punta petita i la seva major pressió podien malmetre seriosament els cilindres de cera. Els fonògrafs Edison de botzina externa estaven disponibles amb el reproductor Diamond B. Diversos altres models de Amberola menys costosos que el IA (i més tard el IB i III de només 4 minuts) estaven disponibles, com el V, VI i X.
Després d'un incendi a la fàbrica d'Edison el desembre de 1914, la línia Amberola es va simplificar tant en el disseny mecànic com en el moble, cosa que es va traduir en el llançament dels models Amberola 30, 50 i 75, només per a cilindres de 4 minuts. Cada número del model indicava el preu minorista inicial en dòlars. Estaven equipats amb el reproductor Diamond C. El model Opera de botzina externa també només per a cilindres de 4 minuts (més tard rebatejat com a Concerto) de 1911-1912, que utilitzava el mateix mecanisme que l'IB i el III, es va equipar inicialment amb el reproductor Model L, que tenia una agulla dd punta el·líptica de safir per llegir els discos de cera Amberol, però després de la introducció del Blue Amberol es va equipar amb el reproductor Diamond A.

## Emmagatzematge d'arxius de cilindres
El plàstic Amberol envolta un nucli de guix, un material que ha resultat problemàtic per a la supervivència a llarg termini dels cilindres Blue Amberol, ja que tendeix a expandir-se amb el pas del temps, especialment si s'exposa a la humitat. En casos moderats, el guix inflat pot fer que el disc no encaixi correctament al mandril del fonògraf (això es evitar amb certa facilitat retocant suaument el guix per restaurar el diàmetre intern correcte) o pot deformar el cilindre i fer que no es pugui reproduir correctament. En el pitjor dels casos, el guix expandit esquerda o trenca la superfície de plàstic, deixant el cilindre inutilitzable. La congelació fa que la humitat al guix s'expandeixi i alhora provoca que el cel·luloide es contregui, una combinació que pot fer que el cel·luloide es ragi longitudinalment del tot.
El plàstic Blue Amberol és nitrocel·lulosa i, per tant, és molt inflamable. Com que és un plàstic orgànic, està subjecte a descomposició química, però el deteriorament agut, com es veu en algunes pel·lícules de nitrat, fins ara poques vegades s'ha observat al Blue Amberol o en altres cilindres de cel·luloide (per exemple, els Lambert, Albany Indestructible i US Everlasting).